# باتلفيلد 2042
باتلفيلد 2042 (بالإنجليزية: Battlefield 2042) هي لعبة فيديو تصويب منظور الشخص الأول طورتها ديجيتال إلوجينز سي إي ونشرتها إلكترونيك آرتس. هي الجزء السابع عشر في سلسلة باتلفيلد. صدرت اللعبة في 19 نوفمبر 2021 على بلاي ستيشن 4، بلاي ستيشن 5، إكس بوكس ون، إكس بوكس سيريس إكس وسيريس أس، مايكروسوفت ويندوز، توفر اللعبة 14 لغة، ومن بينها العربية.

## طريقة اللعب
على غرار سابقاتها، نظرًا لأن أحداث هذا الجزء تدور في المستقبل القريب، فإنها تتميز بأسلحة وأدوات مستقبلية مثل الأبراج والطائرات بدون طيار القابلة للنشر، بالإضافة إلى المركبات التي يمكن للاعبين السيطرة عليها. يمكن للاعبين الآن طلب إنزال جوي للمركبة إلى أي مكان. تقدم اللعبة أيضًا نظام «بلس» جديد يسمح للاعبين بتخصيص أسلحتهم على الفور. أصلح النظام الطبقي بشكل كبير. يمكن للاعبين الاختيار لتولي السيطرة على عميل «متخصص» يندرج ضمن فئات اللعب التقليدية الأربعة في سلسلة باتلفيلد وهي "Assault" و"Engineer" و"Medic" و"Recon". يمكن لهذه الشخصيات استخدام جميع الأسلحة والأدوات التي فتحها اللاعبون. يتمتع كل منهم أيضًا بمهاراته وأدواته الفريدة. على سبيل المثال، جُهِزَ أحد المتخصصين ببدلة جناح، بينما جُهِزَ آخر بمسدس علاجي. صدرت اللعبة مع 10 عملاء «متخصصين». تعود العوامل المتغيرة في الخريطة وتدمير الأبنية الذي عرفت به السلسلة، والتي تتضمن تأثيرات الطقس القاسية مثل الأعاصير والعواصف الرملية التي يمكن أن ترفع اللاعبين إلى دوامة وتقلل بشكل كبير من الرؤية على التوالي.
تتميز اللعبة بثلاثة أوضاع لعب رئيسية. تشمل «الحرب الشاملة» «الاختراق» و «الفتح»، وهما نمطان أساسيان في السلسلة. في «الحرب الشاملة»، يتقاتل فريقان ضد بعضهما البعض من أجل الاستيلاء على نقاط التحكم. بمجرد السيطرة على نقاط التحكم في قطاع ما، سيتحكم الفريق في هذا القطاع. في نمط «الفتح»، يجب أن يحاول فريق واحد التقاط نقاط سيطرة فريق آخر، بينما يجب على فريق آخر الدفاع عنها. يمكن لعب كلا النمطين مع وضد الذكاء الاصطناعي. تدعم إصدارات بلاي ستيشن 5، إكس بوكس سيريس إكس وسيريس أس، مايكروسوفت ويندوز 128 لاعبًا، بينما تدعم إصدارات بلاي ستيشن 4، إكس بوكس ون 64 لاعبًا فقط. تشمل الانماط الأخرى المضمنة في اللعبة نمط «منطقة الخطر»، ونمط تعاوني متعدد اللاعبين، ونمط ثالثًا طورته دينجر كلوز غيمز.

## التطوير
طورت اللعبة شركة ديجيتال إلوجينز سي إي السويدية، بمساعدة دينجر كلوز غيمز وغوست جيمز وكريتريون جيمز. مع هذه الاستوديوهات تعد باتلفيلد 2042 صاحبة أكبر فريق تطوير على الإطلاق في تاريخ السلسلة، وكان على استوديو كريتريون أن يوقف تطوير لعبة نيد فور سبيد التالية من أجل مساعدة ديجيتال إلوجينز سي إي. على عكس الأجزاء السابقة في السلسلة، لن تحتوي اللعبة على طور قصة. سمح هذا الأمر لديجيتال إلوجينز سي إي بتخصيص المزيد من الموارد لتطوير طور تعدد الاعبين، والذي كان يعتبر مجال خبرة الشركة. بدلاً من ذلك، تسرد القصة من خلال العملاء «المتخصصين»، الذين سُميوا وكونهم شخصيات مسموعة بالكامل ولديهم قصة ومنظور خاص بهم. وُصِفَ السرد بأنه «يتطور» حيث يضاف «عملاء مختصين» ومواقع جديدة إلى لعبة ما بعد الإصدار. في حين أن سرد اللعبة يصور عالماً دمرته كارثة مناخية، أضافت ديجيتال إلوجينز سي إي أن اللعبة لم تكن تعليقًا على تغير المناخ وأن الفريق اختار هذا الإعداد فقط «لأسباب تتعلق باللعب».
نظرًا لأن كل جولة يمكنها الآن استيعاب المزيد من اللاعبين، فقد قام الفريق بتوسيع حجم الخرائط بشكل كبير. ومع ذلك، بدلاً من مجرد إنشاء خرائط ضخمة، صُمِمَت المواقع في اللعبة بناءً على فكرة «التجميع» لتوجيه اللاعبين نحو اتجاه معين حيث يمكنهم التعامل مع لاعبين آخرين. وصف دانيال برلين، مدير تصميم اللعبة، الخرائط بأنها «عدة خرائط أصغر مدمجة معًا». اتخذ قرار تضمين الذكاء الاصطناعي في بعض انماط ألعبة مبكرًا أثناء تطوير اللعبة حيث اعتقد الفريق أنها ستكون نقطة دخول جيدة للمبتدئين.
عُرِضَ فيديو توضيحي قصير قيد التنفيذ للعبة في مؤتمر شركة إلكترونيك آرتس لعام 2020، والذي عرض معارك واسعة النطاق ورسوم متحركة مفصلة للوجه. أعلن عن اللعبة رسميًا في 9 يونيو 2021. صدر إصدار تجريبي مفتوح قبل الإطلاق الرسمي للعبة في 22 أكتوبر 2021. اعتماد نموذج ممر المعركة، حيث خططت شركة إلكترونيك آرتس لدعم اللعبة على نطاق واسع بمحتوى قابل للتنزيل عند الإطلاق. محتوى اللعبة مجاني لجميع اللاعبين، في حين أن اللاعبين الذين اشتروا «بطاقة المعركة» سيحصلون على عناصر تجميل إضافية.